# Wilhelm Aschoff
Wilhelm Aschoff (* 1723 in Paderborn; † 12. Juni 1788) war ein preußischer Beamter.

## Leben
Zur Herkunft von Wilhelm Aschoff liegen keine Hinweise vor.
Er war verheiratet. Sein Sohn Gottfried Wilhelm Aschoff (* 1756 in Minden; † unbekannt) wurde später Stadtrichter und führte das Direktorium über den Schöppenstuhl in Minden.
Wilhelm Aschoff besuchte das Joachimsthalsche Gymnasium in Berlin und immatrikulierte sich am 12. Oktober 1737 zu einem Studium an der Universität Jena; seit dem 6. Mai 1743 studierte er Rechtswissenschaften an der Universität Halle.
Er war zunächst als Landgerichts-Advokat in Tecklenburg tätig, bevor er am 20. Januar 1750 zum Regierungsrat in Minden ernannt wurde.
Während des Siebenjährigen Kriegs wurde er als französische Geisel nach Straßburg verschleppt.